# Hipparchia picoensis
Hipparchia picoensis är en fjärilsart som beskrevs av Le Cerf 1935. Hipparchia picoensis ingår i släktet Hipparchia och familjen praktfjärilar. Inga underarter finns listade i Catalogue of Life.